# Коврижні
Коври́жні (рос. Коврижные) — присілок у складі Шабалінського району Кіровської області, Росія. Входить до складу Гостовського сільського поселення.
Населення становить 3 особи (2010, 14 у 2002).
Національний склад станом на 2002 рік — росіяни 93 %.